# إميت إم. والش
إميت إم. والش (بالإنجليزية: Emmet M. Walsh) هو كاهن كاثوليكي أمريكي، ولد في 6 مارس 1892 في بيافورت في الولايات المتحدة، وتوفي في 16 مارس 1968 في يونغزتاون في الولايات المتحدة.